# Half Japanese
Half Japanese er et noise indie-rockband fra Maryland, dannet i 1975. De gennemgående medlemmer er Jad Fair (vokal, guitar), David Fair (vokal), Jason Willet (guitar), Jason Slugget (guitar) og Gilles Reider (trommer).

## Medlemmer
- Jad Fair
- David Fair
- Jason Willet
- Jason Slugget
- Gilles Reider

## Diskografi

### Studio
- Half Gentlemen/Not Beasts (1980)
- Loud (1981)
- Horrible (1983)
- Our Solar System (1984)
- Sing No Evil (1984)
- Big Big Sun (1986)
- Music To Strip By (1987)
- Charmed Life (1988)
- "Velvet Monkeys" (1988)
- the Band That Would Be King (1989)
- We Are They Who Ache with Amorous Love (1990)
- Fire In the Sky (1993)
- Hot (1995)
- Bone Head (1997)
- Heaven Sent (1997)
- Hello (2001)
- Overjoyed (2014)
- Perfect (2016)
- Hear the Lions Roar (2017)
- Why Not? (2018)
- Invincible (2019)
- Crazy Hearts (2020)

### EP og 7"
- Half Alive (1977)
- Calling All Girls 7" (1977)
- Mono/No No 7" (1978)
- Spy/I know how it Feels...Bad/My Knowledge Was Wrong 7" (1981)
- U.S. Teens Are Spoiled Bums 7" (1988)
- Real Cool Time/What Can I Do/Monopoly EP (1989)
- T For Texas/Go Go Go Go 7" (1990)
- Everybody Knows, Twang 1 EP (1991)
- 4 Four Kids EP (1991)
- Eye of the Hurricane/Said and Done/U.S. Teens are Spoiled Bums/Daytona Beach EP (1991)
- Postcard EP (1991)

### Livealbum
- Half Alive (1977)
- 50 Skidillion Watts Live (1984)
- Boo: Live in Europe 1 (1994)

### Opsamlingsalbum
- Best Of Half Japanese (1993)
- Greatest Hits (1995)
- Best Of Half Japanese Vol. 2 (1995)
- "Loud and Horrible" (2004)

## Dokumentarfilm
- Half Japanese: The Band That Would Be King (1993) [1]